# مهر (بيشة)
مهر : إحدى مراكز محافظة بيشة. ويسكنها قبائل ال خالد منهم قبيلة ال ربيع المعروفة بالكرم والجود التي تقع في شمال جنوب غرب المحافظة على مسافة 13 كيلاً، ويقطنها 7648 نسمة.